# Anders Nordberg
Anders Nordberg (Skien, 17 febbraio 1978) è un orientista norvegese.
Ha vinto due medaglie d'argento ai mondiali su lunga distanza: nel 2008 in Repubblica Ceca e nel 2010 in Norvegia. Ha vinto poi due bronzi: in Svezia nel 2004 nella media distanza e in Ucraina nel 2007 nella lunga distanza.
Importante anche la sua seconda posizione nella Coppa del Mondo del 2007.

## Biografia
Nordberg è nato il 17 febbraio 1978 a Skien, una piccola città di 50.000 persone nella contea di Telemark, nel sud della Norvegia. Fin da giovane è uno sportivo accanito, che ha gareggiato nello sci di fondo, nell'atletica e nel calcio. Ha iniziato a praticare l'orientamento relativamente tardi, all'età di 14 anni e non aveva parenti che lo praticassero. Tuttavia, già l'anno successivo vinse la medaglia d'argento nel campionato giovanile norvegese Hovedløpet.
Dopo aver terminato la scuola nel 1997 ha prestato servizio per un anno nella Marina Reale Norvegese. Cominciò poi i suoi studi presso l'Agder University Colleg, prima per diventare ingegnere informatico (1998-2001), poi per economia del programma (Siviløkonom, 2001 - 2005). Nel 2005, Nordberg completò i suoi studi e divenne un professionista sportivo, di tanto in tanto facendo vari lavori part-time. Prima dei Campionati mondiali di orientamento del 2006 (WOC), si trasferì da Skien a Oslo. Durante la preparazione, si preparò in tre campi di alta quota: due invernali in Sudafrica e uno estivo in Italia.
Nell'orientamento Nordberg è specializzato negli eventi di lunga distanza. Lui è un appassionato di calcio e un accanito sostenitore della squadra norvegese Odd Grenland e della inglese Liverpool.
Nordberg si è sposato con Anne Margrethe Hausken nel 2010.
Nordberg ha rappresentato i club OK Skien (1993-1999), OK Kristiansand (1999-2005), Bækkelagets SK (2006-2007) e Halden SK a partire dal 2008.